# Alfred Adam (Schauspieler)

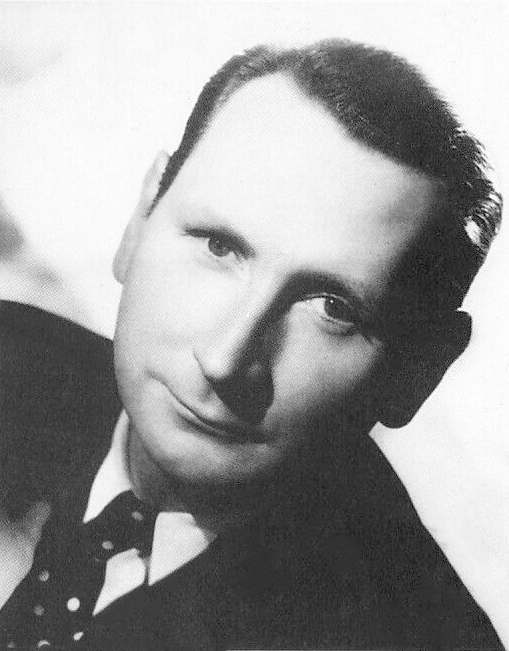
Alfred Adam (1940)

Alfred Adam (* 4. April 1908 in Asnières-sur-Seine; † 7. Mai 1982 in Le Perreux-sur-Marne) war ein französischer Schauspieler und Drehbuchautor.

## Leben
Alfred Adam wurde 1908 in Asnières-sur-Seine geboren. Er war Schüler von Louis Jouvet am Conservatoire. Später schloss er sich dem Théâtre de l’Athénée an.
Er schrieb das Drehbuch für Sylvia und das Gespenst (1946), Capitaine Pantoufle (1953), Sylvie et le fantôme (1954), Der tolle Amerikaner (1961), La vie rêvée (1973) und zwei Folgen von Au théâtre ce soir (1969 und 1980). Als Schauspieler für Film und Fernsehen war er an mehr als 110 Produktionen beteiligt.
Er ist auf dem alten Friedhof von Asnières-sur-Seine begraben.

## Filmografie
- 1929: Coureur
- 1935: La Kermesse héroïque
- 1936: Au service du tsar
- 1938: La Glu
- 1937: Spiel der Erinnerung (Un carnet de bal)
- 1938: Les Gens du voyage
- 1938: Je chante
- 1939: Sur le plancher des vaches
- 1940: Le Café du port
- 1940: La Famille Duraton
- 1941: Mamouret oder Le Briseur de chaînes
- 1942: Croisières sidérales
- 1942: La femme que j’ai le plus aimée
- 1942: À vos ordres, Madame
- 1943: Port d’attache
- 1945: Farandole
- 1945: La Vie de bohème
- 1945: Boule de Suif
- 1945: La Ferme du pendu
- 1946: Les Beaux jours du roi Murat
- 1946: Sylvie et le Fantôme
- 1946: Comédie avant Molière
- 1947: Le Fugitif
- 1947: Quartier chinois
- 1947: Le Bateau à soupe
- 1947: Le Village perdu
- 1948: Femme sans passé
- 1948: Passeurs d’or
- 1949: Le Sorcier du ciel
- 1949: La Ferme des sept péchés
- 1949: Jo la Romance
- 1949: L’Homme aux mains d’argile
- 1949: Le Roi
- 1950: Mon ami Sainfoin
- 1951: L’Amant de paille
- 1951: Caroline chérie
- 1951: Ma femme est formidable
- 1953: Tambour battant
- 1953: La Pocharde
- 1953: L’Ennemi public numéro un
- 1953: Capitaine Pantoufle
- 1954: Cadet-Rousselle
- 1954: Escalier de service
- 1954: Le Prince au masque rouge
- 1955: Le Fils de Caroline Chérie
- 1955: La Foire aux femmes
- 1957: Die Hexen von Salem (Les Sorcières de Salem)
- 1957: Une manche et la belle
- 1958: Kommissar Maigret stellt eine Falle (Maigret tend un piège)
- 1959: Le Gendarme de Champignol
- 1959: Le fauve est lâché
- 1959: Les Naufrageurs
- 1959: Tatort Paris (125, rue Montmartre)
- 1959: Wiesenstraße Nr. 10 (Rue des prairies)
- 1960: La Main chaude
- 1960: Comment qu’elle est
- 1960: La Française et l’Amour
- 1961: La Belle Américaine
- 1961: Der Präsident (Le Président)
- 1961: Alles Gold dieser Welt (Tout l’or du monde)
- 1962: Vivre sa vie
- 1962: Tartarin de Tarascon
- 1963: Carambolages
- 1964: Mort, où est ta victoire?
- 1964: Meine Tage mit Pierre – meine Nächte mit Jacqueline (La Vie conjugale)
- 1965: Die Festung fällt, die Liebe lebt (Les Fêtes galantes)
- 1966: Le Caïd de Champignol
- 1966: Maigret und die Tänzerin (Maigret à Pigalle)
- 1966: Blüten, Gauner und die Nacht von Nizza (Le Jardinier d’Argenteuil)
- 1967: La Petite vertu
- 1967: Der Fremde
- 1967: Arriva Dorellik
- 1969: Sous le signe du taureau
- 1969: Der Mann im roten Rock (Mon oncle Benjamin)
- 1974: Ursule et Grelu
- 1974: Juliette et Juliette
- 1975: Wenn das Fest beginnt … (Que la fête commence)
- 1976: Le Chasseur de chez Maxim’s
- 1979: Nous maigrirons ensemble
- 1952: Les Disciples
- 1952: La Révolte
- 1953: Candida
- 1954: Colinette
- 1954: Duo
- 1954: Sylvie et le Fantôme
- 1954: Trois garçons une fille
- 1955: La Pèlerine écossaise
- 1955: Pour vivre heureux
- 1956: La Puce à l’oreille
- 1956: La Famille Anodin
- 1957: L’Honorable Monsieur Pepys
- 1957: La Pension Vauquer
- 1957: La Maison d’Esther
- 1957: L’Adjuration de Vautrin
- 1959: Les Pituiti’s
- 1960: Grabuge à Chioggia
- 1960: Les Joueurs
- 1960: La terre est ronde
- 1961: La Cagnotte
- 1961: Première de face
- 1962: Mais n’te promène donc pas toute nue
- 1963: La Collection Bressen
- 1963: Monsieur Codomat
- 1963: Le Village de Stepanchikovo
- 1964: Intelligence avec l’ennemi
- 1964: Valentin le désossé
- 1965: L’École de la médisance
- 1965: La Petite Hutte
- 1966: Une carabine pour deux
- 1966: La Foire aux escrocs
- 1967: On ne badine pas avec l’amour
- 1967: Par mesure de silence
- 1967: La Tatou
- 1968: Le Corso des tireurs
- 1970: Maigret (Les Enquêtes du commissaire Maigret)
- 1970: Madame Filoume
- 1970: Sa majesté Alexandre
- 1971: La Fuite
- 1971: Le Prussien
- 1971: François Gaillard ou la vie des autres
- 1972: Au théâtre ce soir
- 1972: Le Babour
- 1972: Le Temps d’un portrait
- 1973: La Forêt
- 1973: La Vie rêvée
- 1974: Après les cent jours
- 1976: La Maison d’Albert
- 1977: La Foire
- 1978: Les convictions de papa
- 1978: Dormez pigeons!
- 1978: Le jubile
- 1978: Un geste pour le dire
- 1978: Un mot pour un autre
- 1978: Le Veilleur de nuit
- 1979: L’Élégant
- 1979: Les Amours de la Belle Époque
- 1980: La petite valise
- 1980: Le Rond
- 1981: Une histoire sans nom
- 1981: L’Ennemi de la mort
- 1981: Les Gaietés de la correctionnelle
- 1982: La Petite Fille dans un paysage